# Paterberg (Belgien)
Der Paterberg ist eine 80 m hohe, zur Gemeinde Kluisbergen gehörende Erhebung in der belgischen Provinz Ostflandern. Der Hügel ist mit seinem unter Denkmalschutz stehenden, kopfsteingepflasterten Anstieg seit 1986 fester Bestandteil des Radsportklassikers Flandern-Rundfahrt. Seit 2012 ist diese 400 m lange, bis zu 20 % steile Kopfsteinpflasterstraße der letzte Anstieg der Flandernrundfahrt vor dem Ziel in Oudenaarde. Der Paterberg wird auch beim E3-Preis Flandern und bei Quer durch Flandern überquert.